# 詹卢卡·法里纳
詹卢卡·法里纳（義大利語：Gianluca Farina，1962年12月15日—），意大利男子赛艇运动员。他曾代表意大利参加1988年和1992年夏季奥林匹克运动会赛艇比赛，共收获一枚金牌和一枚铜牌。